# 曼蘇拉 (蓋爾達耶省)
31°58′46″N 3°44′46″E / 31.97944°N 3.74611°E

曼蘇拉（阿拉伯语：‎），是阿爾及利亞的城鎮，位於該國中部，由蓋爾達耶省負責管轄，是曼蘇拉區的首府，面積6,500平方公里，海拔高度700米，2008年人口2,840人，人口密度每平方公里0.4人。